# Altenburg (Jülich)

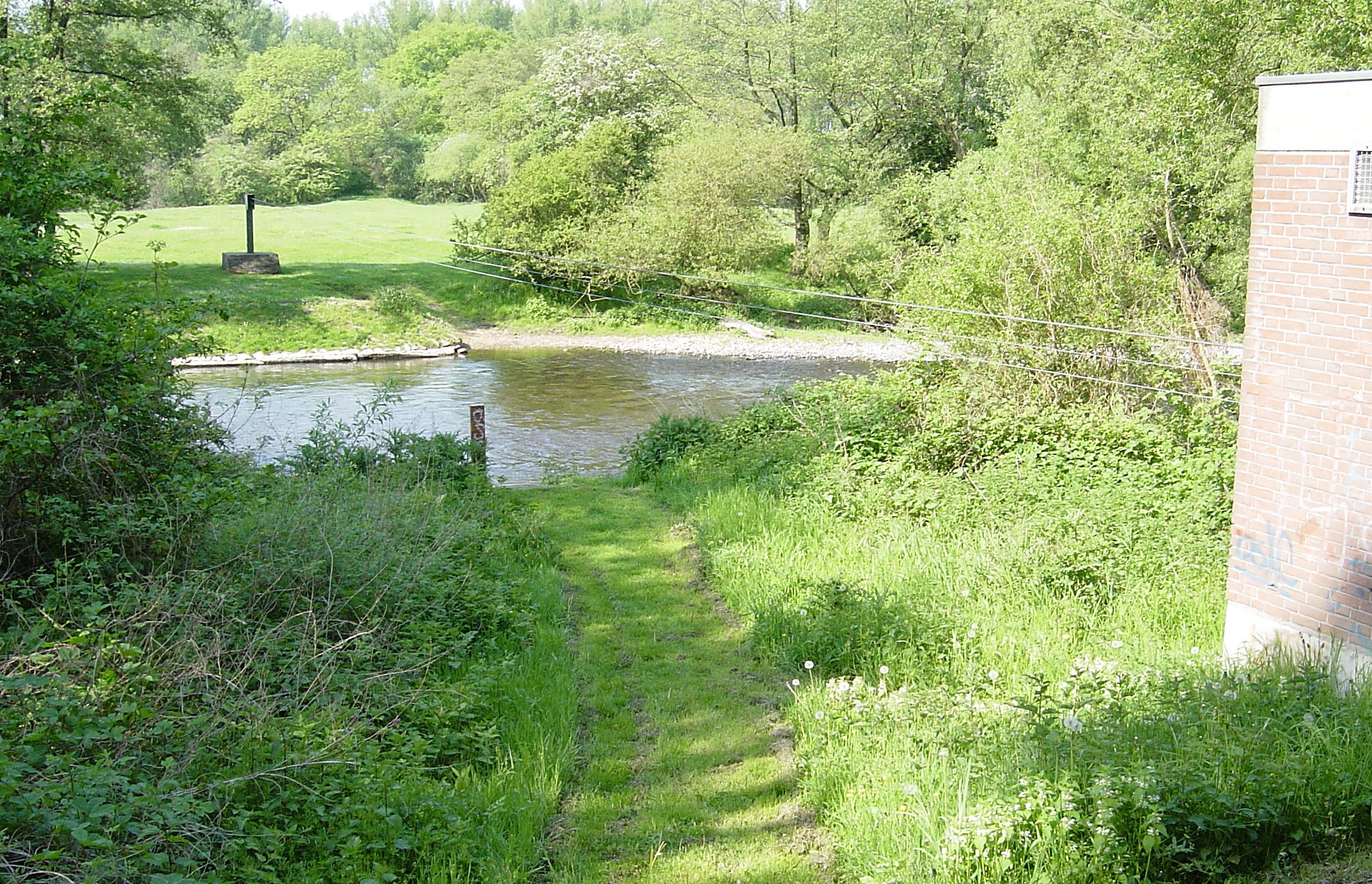
Rurpegel bei Altenburg/Jülich

Altenburg mit der Wohnschaft Dohr ist der kleinste Stadtteil von Jülich im Kreis Düren, Nordrhein-Westfalen.

## Lage
Altenburg liegt an der Rur und am Mühlenteich. Jenseits der Landstraße 253 befindet sich das Forschungszentrum Jülich. Im Westen liegt Kirchberg, im Norden Jülich, im Osten Selgersdorf und im Süden Schophoven (Gemeinde Inden).

## Geschichte
Im Jahr 1916 wurde Altenburg in die Stadt Jülich eingegliedert.

## Verkehr
Entlang des Ortes verläuft die Bundesstraße 56. Der ÖPNV beschränkt sich auf die Linie 223 der Rurtalbus GmbH, die teilweise als Rufbus angeboten wird und ein Anrufsammeltaxi. An Schultagen verkehrt zudem die Schulbuslinie 268. Zudem wird Altenburg von der Nachtbuslinie N1 angebunden.
| Linie      | Verlauf |
| ---------- | --- |
| 223        | (Huchem-Stammeln – Selhausen – Krauthausen –) Daubenrath – Selgersdorf – Altenburg – Jülich Bf/ZOB – Jülich Neues Rathaus – Walramplatz      |
| 268        | (Verstärkerfahrten) Niederzier – Lucherberg – Langerwehe                                                                                     |
| RufBus 223 | Rufbus: Jülich Walramplatz – Neues Rathaus – Jülich Bf/ZOB – Altenburg – Selgersdorf – Daubenrath (Mo–Fr tagsüber)                           |
| AST        | AnrufSammelTaxi: Mo–Fr abends, Sa nachmittags/abends, So Jülich Bf/ZOB – Jülich Innenstadt – Altenburg – Daubenrath                          |
| N1         | Nachtbus: nur in den Nächten Fr/Sa und Sa/So Düren Bf/ZOB → Kaiserplatz → Birkesdorf → Huchem-Stammeln → Jülich → Niederzier → Arnoldsweiler |

## Sonstiges

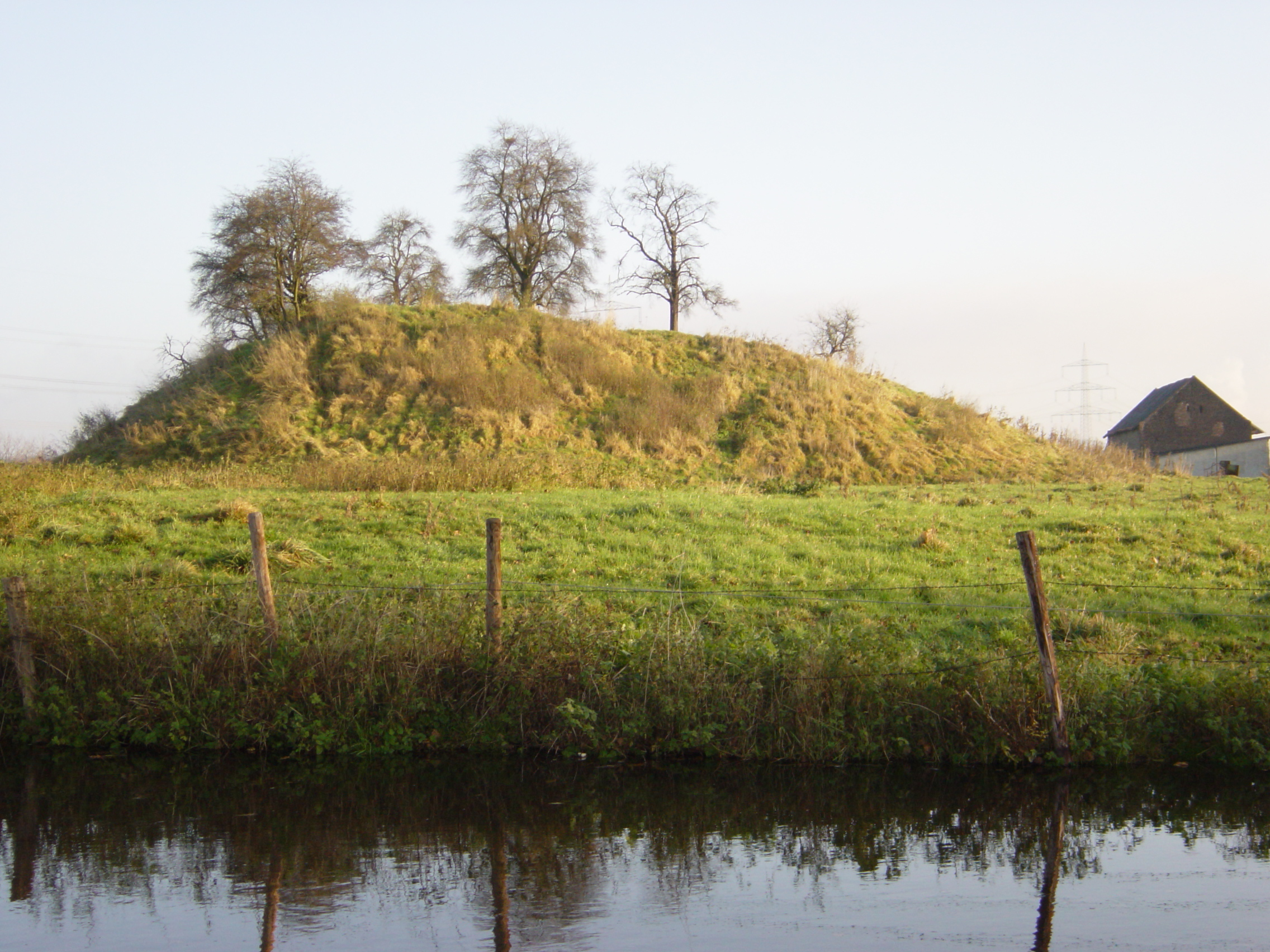
Die Motte Altenburg

Die Motte Altenburg ist eine ehemalige Burg der Jülicher Grafen vermutlich aus dem 12. Jahrhundert. Heute sind noch ein baumbestandener Erdhügel als markante Erhebung sowie Reste einer Grabenanlage erkennbar.